# Dacrydium cupressinum
Dacrydium cupressinum es una gran conífera perennifolia endémico de los bosques de Nueva Zelanda. Fue anteriormente conocido como "pino rojo", sin embargo el nombre es erróneo, ya que no es un verdadero pino sino un miembro del grupo de las coníferas australes de los  podocarpos.  El nombre de pino rojo ha caído en desuso y el maorí rimu es ahora usado.

## Distribución

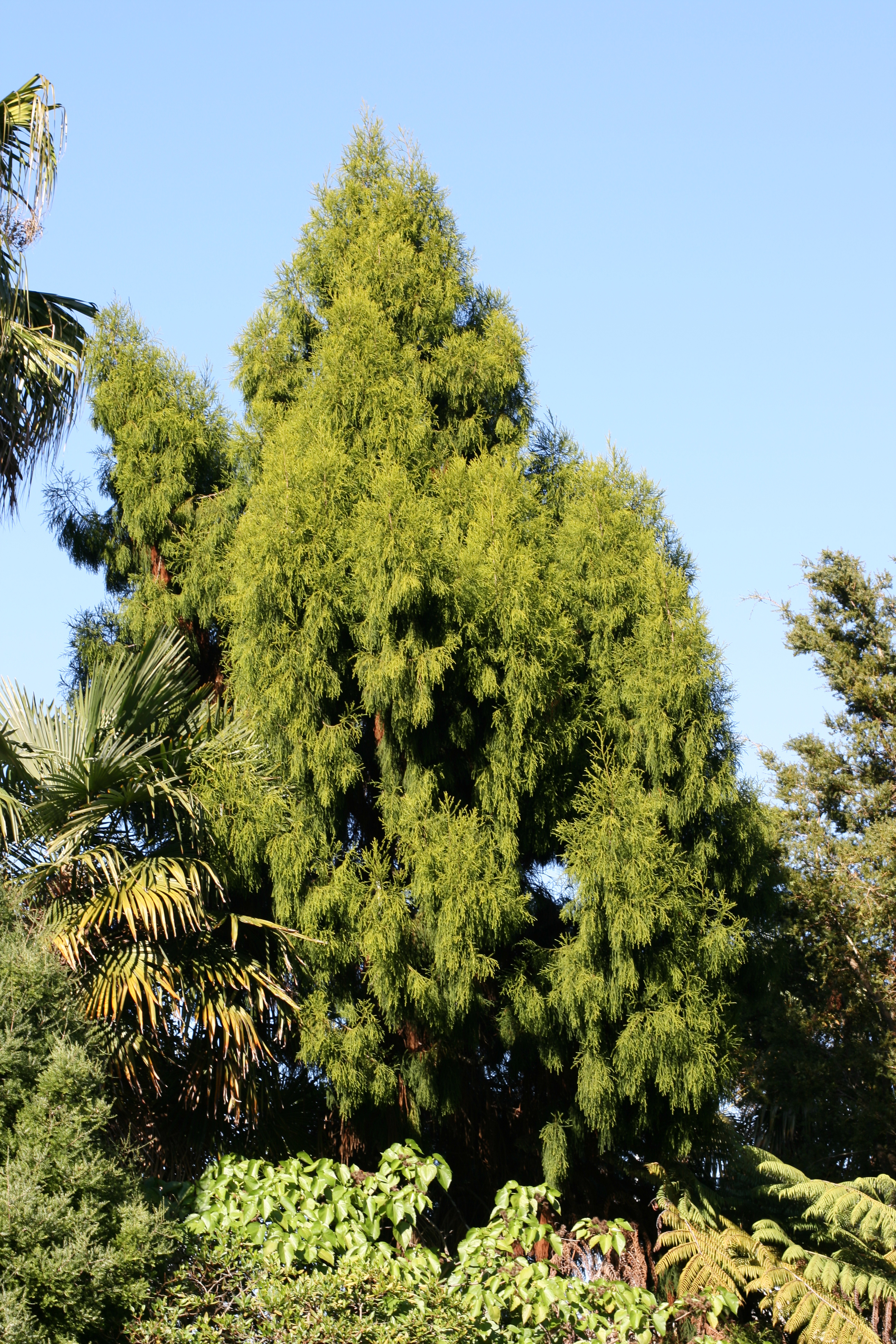
Un joven rimu en cultivo

El rimu crece en toda Nueva Zelanda, en la Isla Norte, Isla del Sur y la  Isla Stewart. Sin embargo la más grande concentración de árboles ahora se encuentra en la costa oeste de la Isla del Sur, los más grandes árboles tienden a estar mezclados en los bosques mixtos de podocarpos cerca de Taupo (ej., los bosques de Pureora, Waihaha y Whirinaki). 

## Descripción

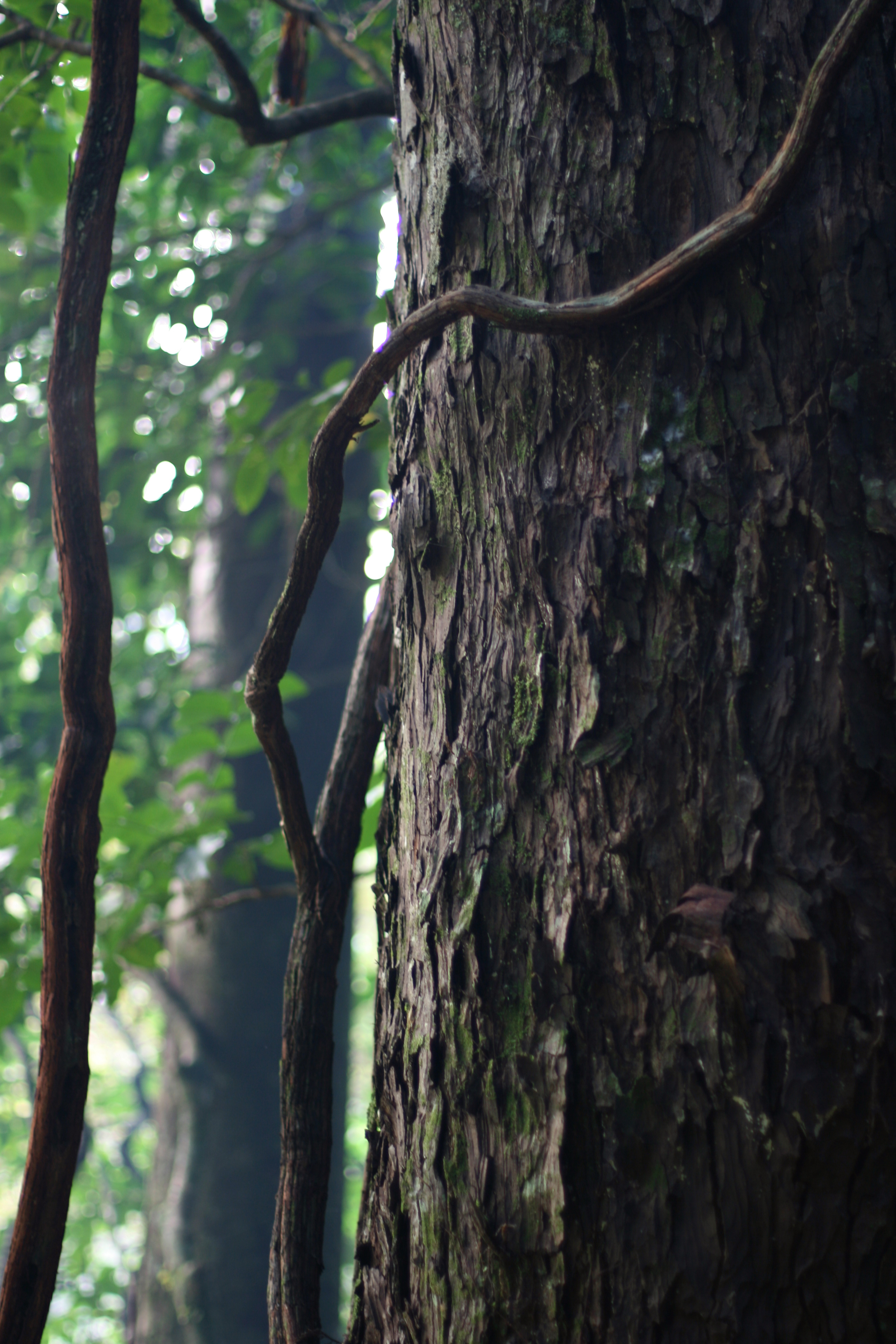
El tronco de un rimu

El rimu es un árbol de lento crecimiento que eventualmente llega a lograr alturas de hasta 50 m, sin embargo la mayoría de los árboles que aún sobreviven miden entre 20 a 35 m de alto. Típicamente aparece de manera sobresaliente de los bosques templados de hoja ancha, aunque también existen lugares con bosques casi puros (especialmente al oeste de la costa de la Isla del sur). Existen narraciones históricas de árboles excepcionalmente altos, de 61 m, de los bosques densos cerca de National Park, New Zealand, ahora destruidos. Su rango de vida es de 800 a 900 años. El tronco recto es generalmente de 1.5 m de diámetro, pero puede ser más grande en especímenes viejos o árboles muy altos.
Las hojas están dispuestas en espiral y en forma de punzones, de hasta 7 mm de largo en las plantas jóvenes, y un 1 mm de ancho; y 2-3 mm de largo en árboles maduros. Es una planta dióica, con conos masculinos y femeninos en árboles separados; las semillas tardan 15 meses en madurar después de la polinización. Los conos maduros comprenden una escama madura hinchada y roja de 6 a 10 mm de largo que produce una (raramente dos) semillas apicales de 4 mm de largo. Las semillas son dispersadas por aves las cuales comen la escama carnosa y pasan la semilla en sus deposiciones; son una importante fuente de comida para algunas especies, particularmente el kakapo, cuyo ciclo de reproducción ha sido ligado al período de producción de los conos del árbol.

## Usos
Históricamente, el rimu y otros árboles nativos como  kauri y totara fueron las principales fuentes de madera en Nueva Zelanda, incluyendo mueblería y la construcción de  casas. Sin embargo, muchos de los lugares originales del rimu han sido destruidos, y las recientes políticas gubernamentales prohíben la tala del rimu en bosques públicos. Pinus radiata ha reemplazado al rimu en la mayoría de las industrias, sin embargo el rimu sigue siendo popular para la producción de muebles de alta calidad. Hay también una limitada recuperación del tocón y la madera de la raíz, de árboles caídos algunos años antes, para elaborar tazones y otros objetos torneados de madera. 